# Diocesi di Ululi
La diocesi di Ululi (in latino Dioecesis Ululensis) è una sede soppressa e sede titolare della Chiesa cattolica.

## Storia
Ululi, forse identificabile con Ellez nell'odierna Tunisia, è un'antica sede episcopale della provincia romana dell'Africa Proconsolare, suffraganea dell'arcidiocesi di Cartagine.
Sono solo due i vescovi attribuiti a questa diocesi. Ireneo prese parte al concilio di Cartagine convocato il 1º settembre 256 da san Cipriano per discutere della questione relativa alla validità del battesimo amministrato dagli eretici, e figura al 54º posto nelle Sententiae episcoporum.
Morcelli assegna a questa diocesi Quodvultdeus, episcopus Ullitanus, il cui nome appare al 115º posto nella lista dei vescovi della Numidia convocati a Cartagine dal re vandalo Unerico nel 484; Quodvultdeus, come tutti gli altri vescovi cattolici africani, fu condannato all'esilio. Altri autori tuttavia ritengono che il termine Ullitanus sia una corruzione per Cullitanus in riferimento alla diocesi di Cullu.
Dal 1933 Ululi è annoverata tra le sedi vescovili titolari della Chiesa cattolica; la sede è vacante dal 4 aprile 2024.

## Cronotassi

### Vescovi residenti
- Ireneo † (menzionato nel 256)
- Quodvultdeus ? † (menzionato nel 484)

### Vescovi titolari
- Thomas John Gumbleton  † (8 marzo 1968 - 4 aprile 2024 deceduto)